# HD 28312
HD 28312，又名CD-24 2343，SAO 169455、HR 1410，是一颗恒星，视星等为6.11，位于銀經222，銀緯-41.69，其B1900.0坐标为赤經4h 22m 44.6s，赤緯-24° -41.69′ 20″。